# Jiří Načeradský
Jiří Načeradský (né le 9 septembre 1939 à Sedlec-Prčice – mort le 16 avril 2014 à Prague) est un peintre et graphiste tchèque.

## Source
- (en) Cet article est partiellement ou en totalité issu de l’article de Wikipédia en anglais intitulé « Jiří Načeradský » (voir la liste des auteurs).